# Constantijn van Hessen-Rheinfels-Rotenburg
Constantijn van Hessen-Rheinfels-Rotenburg (Rotenburg, 24 mei 1716 - Wildeck, 30 december 1778) was van 1749 tot 1754 landgraaf van Hessen-Rheinfels-Rotenburg en van 1754 tot aan zijn dood landgraaf van Hessen-Rotenburg. Hij behoorde tot het huis Hessen-Kassel.

## Levensloop
Constantijn was de jongste zoon van landgraaf Ernst Leopold van Hessen-Rheinfels-Rotenburg uit diens huwelijk met Eleonora Maria Anna, dochter van vorst Maximiliaan Karel van Löwenstein-Wertheim-Rochefort. 
Na de dood van zijn vader in 1749 werd hij landgraaf van Hessen-Rheinfels-Rotenburg. In 1754 voerde Constantijn het eerstgeboorterecht in, maar in ruil daarvoor moest hij het district Hessen-Rheinfels afstaan aan het landgraafschap Hessen-Kassel. Na de dood van zijn neef Christiaan in 1755 erfde hij het landgraafschap Hessen-Wanfried. Tussen 1767 en 1769 liet hij in Kassel het Paleis Hessen-Rotenburg bouwen.
In 1759 werd hij opgenomen in de Orde van het Gulden Vlies. Constantijn overleed in december 1778 op 62-jarige leeftijd.

## Huwelijken en nakomelingen
Op 25 augustus 1745 huwde hij met Maria Eva Sophia (1722-1773), dochter van graaf Koenraad Sigismund van Starhemberg en weduwe van vorst Willem Hyacinth van Nassau-Siegen. Ze kregen elf kinderen:
- Karel Emanuel (1746-1812), landgraaf van Hessen-Rotenburg
- Clementine (1747-1813), abdis in Süsteren
- Hedwig Maria Christina (1748-1801), huwde in 1766 met Jacques-Léopold de la Tour d'Auvergne, hertog van Bouillon
- Alois (1749)
- Christiaan (1750-1782)
- Karel Constantijn (1752-1821), generaal-luitenant in het Franse leger en Jakobijn
- Antoinette (1753-1823)
- Wilhelmina (1755-1816), kloosterzuster
- Leopoldina (1756-1761)
- Ernst (1758-1784), huwde in 1781 met Christine von Bardeleben
- Frederika (1760)

Op 27 mei 1775 hertrouwde hij in het jachtslot van Wildeck met Johanna Henriette (1751-1822), dochter van de Franse graaf Jozef Hendrik van Bombelles. Ze voerde de door keizer Jozef II toegelaten titel van gravin van Reichenberg.